# Тальменка (Солонешенський район)
Та́льменка (рос. Тальменка) — село у складі Солонешенського району Алтайського краю, Росія. Входить до складу Солонешенської сільської ради.

## Населення
Населення — 144 особи (2010; 183 у 2002).
Національний склад (станом на 2002 рік):
- росіяни — 97 %